# فيلي ويلسون (سياسي)
فيلي ويلسون (بالإنجليزية: Willie Wilson)‏ هو شخصية أعمال وسياسي أمريكي، ولد في 16 يونيو 1948 في الولايات المتحدة. حزبياً، نشط في الحزب الديمقراطي.

## وصلات خارجية
- الموقع الرسمي